# Institut d'histoire contemporaine
Pour les articles homonymes, voir IFZ.
L'Institut d'histoire contemporaine Munich – Berlin (Institut für Zeitgeschichte München – Berlin, IfZ) est un centre de recherche allemand en histoire contemporaine.

## Mission
L'institut est spécialisé dans la recherche en histoire contemporaine allemande, notamment sur le nazisme. La plupart des travaux et expertises réalisés par l'IfZ pour les tribunaux, les autorités et les ministères portent ainsi sur la période de 1933 à 1945. Outre son activité de recherche et de publication, l'institut met à disposition des chercheurs ses archives et sa bibliothèque. Le fonds de l'IfZ comporte plus de 220.000 ressources et compte ainsi parmi les « plus importantes bibliothèques d'histoire contemporaine ».

## Histoire
L'institut est créé conjointement, en 1949, par l'État fédéral allemand et par l'État bavarois, sous l'impulsion des alliés. Il s'appelle alors, et jusqu'en 1952, Institut allemand pour l'histoire de la période nazie.
L'institut est depuis 1961 une fondation publique de droit privé, portée par l'Allemagne et les sept États de Bavière,  Bade-Wurtemberg, Brandebourg, Hesse, Basse-Saxe, Rhénanie-du-Nord-Westphalie et Saxe. L'institut, membre de la Leibniz-Gemeinschaft, a depuis 1972 son siège à Munich, dans le quartier de Neuhausen.

### Directeurs de l'institut
- Gerhard Kroll (1949-1951)
- Hermann Mau (1951-1952)
- Paul Kluke (1952-1959)
- Helmut Krausnick (1959-1972)
- Martin Broszat (1972-1989)
- Ludolf Herbst (par intérim 1989-1992)
- Horst Möller (1992-2011)
- Andreas Wirsching (depuis 2011)

### Présidents du conseil scientifique
- Ludwig Bergsträsser (1950–1959)
- Hans Rothfels (1959–1974)
- Karl Dietrich Erdmann (1974–1980)
- Karl Dietrich Bracher (1980–1988)
- Hans-Peter Schwarz (1988–2004)
- Helmut Altrichter (2004–2011)
- Joachim Scholtyseck (depuis 2011)

## Départements
Le fonds d'archives et la bibliothèque de l'IfZ sont ouverts aux chercheurs, journalistes et étudiants allemands et étrangers.
L'IfZ fonde en 1994 un département situé à Potsdam, puis depuis 1996 à Berlin-Lichterfelde à proximité des archives fédérales. Son champ de recherche couvre l'histoire de la République démocratique allemande et de la zone d'occupation soviétique.
Le département de l'IfZ au ministère des Affaires étrangères édite depuis 1990, d'abord à Bonn, et depuis 2000 à Berlin des dossiers consacrés à la politique étrangère allemande. 
L'IfZ missionné par l'État bavarois met en place en 1999 le centre Dokumentation Obersalzberg situé sur l'Obersalzberg à Berchtesgaden. L'exposition permanente retrace la transformation de l'Obersalzberg en résidence d'Hitler ainsi que l'histoire du nazisme.
Le centre d'études sur l'Holocauste ouvre en 2013 sous la direction de l'historien Frank Bajohr.

## Publications
L'institut édite chaque trimestre depuis 1953 les Vierteljahrshefte für Zeitgeschichte (cahiers trimestriels d'histoire contemporaine), considérés comme une des revues majeures de la recherche historique allemande. L'IfZ publie également les Quellen und Darstellungen zur Zeitgeschichte (sources et représentations d'histoire contemporaine), les Studien zur Zeitgeschichte (études d'histoire contemporaine) et les Biographische Quellen zur Zeitgeschichte (sources biographiques d'histoire contemporaine). L'institut édite aussi plusieurs séries de documents historiques, notamment les Akten zur auswärtigen Politik der Bundesrepublik Deutschland (dossiers de la politique étrangère de la République fédérale d'Allemagne) et les cahiers de Joseph Goebbels. Le German Yearbook of Contemporary History est publié en 2016.

## Controverses scientifiques
Plusieurs controverses ont attiré l'attention en 2000, alors que Horst Möller dirigeait l'institut. Il s'agissait d'une part du discours tenu par Horst Möller en l'honneur de l'historien Ernst Nolte, lors de la remise du prix Konrad-Adenauer de la fondation allemande, d'autre part de l'édition par Horst Möller d'une publication intitulée « l'holocauste rouge et les Allemands ».